# Кубок Европейской конфедерации волейбола среди женщин 2022/2023
43-й розыгрыш Кубка Европейской конфедерации волейбола (ЕКВ) среди женщин проходил с 13 декабря 2022 по 12 апреля 2023 года с участием 35 клубных команд из 17 стран-членов Европейской конфедерации волейбола. Победителем турнира стала итальянская команда «Савино Дель Бене» (Скандиччи).

## Система квалификации
24 места в Кубке Европейской конфедерации волейбола 2022/2023 были распределены по рейтингу ЕКВ на сезон 2022/2023, учитывающему результаты выступлений клубных команд стран-членов ЕКВ в Кубке ЕКВ и Кубке вызова ЕКВ на протяжении трёх сезонов (2018/2019—2020/2021). Согласно ему места в розыгрыше получили клубы 17 стран:Турция, Италия (все по 1 команде, так как в основной турнир Лиги чемпионов 2023 эти страны имели возможность напрямую заявить по 3 представителя), Румыния, Франция, Венгрия, Чехия, Швейцария, Германия, Словения (все по 2 команды), Бельгия, Греция, Финляндия, Россия, Австрия, Сербия, Хорватия, Испания (все по 1 команде). От заявки отказались по одному представителю Румынии, Словении, Австрии, а клуб из России исключён из розыгрыша. По одному вакантному месту предоставлено Турции, Италии, Чехии, Греции, Испании и Польше. Ещё одно места в розыгрыше осталось незанятым.
Также в розыгрыш Кубка с первой стадии включены 5 команд, не прошедших квалификацию Лиги чемпионов 2022/2023. С четвертьфинала к соревнованиям подключились 4 команды, занявшие в группах предварительного этапа Лиги чемпионов третьи места и не прошедшие в плей-офф Лиги.

## Команды-участницы
Не квалифицировавшиеся в предварительный этап Лиги чемпионов
| Страна               | Команда                     |  |
| -------------------- | --------------------------- |  |
| Словения             | «Кальцит» (Камник)          |  |
| Бельгия              | «Гент» (Гент)               |  |
| Финляндия            | «Пёлкки Куусамон» (Куусамо) |  |
| Хорватия             | «Младост» (Загреб)          |  |
| Босния и Герцеговина | «Бимал-Единство» (Брчко)    |  |

Не прошедшие в плей-офф Лиги чемпионов (из числа занявших в группах Лиги третьи места)
| Страна   | Команда                   |  |
| -------- | ------------------------- |  |
| Румыния  | «Тырговиште» (Тырговиште) |  |
| Румыния  | «Альба-Блаж» (Блаж)       |  |
| Франция  | «Мюлуз Эльзас» (Мюлуз)    |  |
| Германия | «Потсдам» (Потсдам)       |  |

Заявленные непосредственно в Кубок ЕКВ
| Страна    | Команда                                     |                                                                      |
| --------- | ------------------------------------------- | -------------------------------------------------------------------- |
| Турция    | «Тюрк Хава Йоллары» (Стамбул)               | по итогам чемпионата Турции 2022 (4-е место)                         |
| Турция    | «Галатасарай» (Стамбул)                     | по итогам чемпионата Турции 2022 (5-е место)                         |
| Румыния   | «Волунтари» (Волунтари)                     | 3-й призёр чемпионата Румынии 2022                                   |
| Франция   | «Тервиль-Флоранж Олимпик» (Тервиль/Флоранж) | 3-й призёр чемпионата Франции 2022                                   |
| Франция   | «Пэ д’Э» (Венель)                           | 3-я команда по итогам предварительного этапа чемпионата Франции 2022 |
| Венгрия   | «Светельски-Бекешчаба» (Бекешчаба)          | 2-й призёр чемпионата Венгрии 2022                                   |
| Венгрия   | «Сент-Бенедек» (Балатонфюред)               | 3-й призёр чемпионата Венгрии 2022                                   |
| Италия    | «Савино Дель Бене» (Скандиччи)              | по итогам чемпионата Италии 2022 (4-е место)                         |
| Италия    | «Унет-Ямамай» (Бусто-Арсицио)               | по итогам чемпионата Италии 2022 (5-е место)                         |
| Чехия     | «Кралово Поле» (Брно)                       | 2-й призёр чемпионата Чехии 2022                                     |
| Чехия     | «Дукла» (Либерец)                           | 3-й призёр чемпионата Чехии 2022                                     |
| Чехия     | «Оломоуц» (Оломоуц)                         | по итогам чемпионата Чехии 2022 (4-е место)                          |
| Швейцария | «Витеос-НУК» (Невшатель)                    | Чемпион Швейцарии 2022                                               |
| Швейцария | «Волеро» (Цюрих)                            | обладатель Кубка Швейцарии 2022                                      |
| Германия  | «Дрезднер» (Дрезден)                        | 3-й призёр чемпионата Германии 2022                                  |
| Германия  | «Шверинер-Палмберг» (Шверин)                | по итогам чемпионата Германии 2022 (4-е место)                       |
| Словения  | «Нова-КБМ-Браник» (Марибор)                 | 2-й призёр чемпионата Словении 2022                                  |
| Бельгия   | «Аудегем» (Дендермонде)                     | по итогам чемпионата Бельгии 2022 (4-е место)                        |
| Греция    | «Олимпиакос» (Пирей)                        | 2-й призёр чемпионата Греции 2022                                    |
| Греция    | ПАОК (Салоники)                             | 3-й призёр чемпионата Греции 2022                                    |
| Финляндия | «Кангасала» (Кангасала)                     | 2-й призёр чемпионата Финляндии 2022                                 |
| Сербия    | «Железничар» (Лайковац)                     | 3-й призёр чемпионата Сербии 2022                                    |
| Хорватия  | «Марина-Каштела» (Каштел Гомилица)          | 2-й призёр чемпионата Хорватии 2022                                  |
| Испания   | «Кьеле» (Сокуэльямос)                       | 2-й призёр чемпионата Испании 2022                                   |
| Испания   | «Гран-Канария» (Лас-Пальмас)                | 3-й призёр чемпионата Испании 2022                                   |
| Польша    | «Будовляни» (Лодзь)                         | по итогам чемпионата Польши 2022 (4-е место)                         |

## Система проведения розыгрыша
В розыгрыше приняли участие 35 команд, из которых 5 — выбывшие из квалификационного раунда Лиги чемпионов и ещё 4 — занявшие в группах предварительного этапа Лиги чемпионов третьи места и не прошедшие в плей-офф Лиги. На всех стадиях турнира применялась система плей-офф, то есть команды делились на пары и проводили между собой по два матча с разъездами. Победителем пары выходила команда, одержавшая две победы. В случае равенства побед победителем становилась команда, набравшая в рамках двухматчевой серии большее количество очков (за победу 3:0 и 3:1 даётся 3 очка, за победу 3:2 — 2 очка, за поражение 2:3 — 1, за поражение 1:3 и 0:3 очки не начисляются). Если обе команды при этом набирали одинаковое количество очков, то назначался дополнительный («золотой») сет, победивший в котором выходил в следующий раунд соревнований.
После 1/8-финала проводился раунд плей-офф, победители которого (4 команды) в четвертьфинале встретились с командами, выбывшими из Лиги чемпионов (занявшими на групповом этапе Лиги третьи места и не прошедшими в плей-офф Лиги). 
Жеребьёвка 1/16-финала розыгрыша прошла 28 июня 2023 года в Люксембурге.

## 1/16 финала
13-15/ 20-22.12.2022
 «Кальцит» (Камник) —  «Олимпиакос» (Пирей)
13 декабря. 1:3 (18:25, 25:20, 27:29, 20:25).
20 декабря. 0:3 (21:25, 20:25, 16:25).
 ПАОК (Салоники) —  «Кралово Поле» (Брно)
15 декабря. 3:2 (14:25, 15:25, 25:22, 25:10, 15:11).
21 декабря. 1:3 (19:25, 25:23, 19:25, 32:34).
 «Сент-Бенедек» (Балатонфюред) —  «Марина Каштела» (Каштел Гомилица) 
14 декабря. 3:1 (27:25, 23:25, 25:18, 25:16).
21 декабря. 3:1 (23:25, 25:23, 25:22, 25:13).
 «Дукла» (Либерец) —  «Пэ д’Э» (Венель)
15 декабря. 3:0 (25:17, 25:17, 25:23).
21 декабря. 2:3 (25:21, 25:27, 16:25, 25:22, 10:15).
 «Кьеле» (Сокуэльямос) —  «Аудегем» (Дендермонде) 
15 декабря. 3:0 (25:14, 25:18, 25:13).
22 декабря. 3:2 (25:18, 25:23, 27:29, 21:25, 15:7).
 «Гент» —  «Волеро» (Цюрих) 
14 декабря. 3:1 (25:19, 25:15, 23:25, 25:23).
20 декабря. 2:3 (35:37, 25:14, 22:25, 25:23, 11:15). Оба матча прошли в Генте.
 «Гран-Канария» (Лас-Пальмас)
Свободен от игр.
 «Будовляни» (Лодзь) —  «Волунтари»
14 декабря. 3:0 (25:21, 25:16, 25:11).
21 декабря. 3:2 (26:28, 19:25, 26:24, 25:20, 15:11).
 «Младост» (Загреб) —  «Кангасала» 
15 декабря. 3:0 (25:17, 25:14, 25:16).
20 декабря. 3:0 (25:19, 25:23, 25:16).
 «Галатасарай» (Стамбул) —  «Савино Дель Бене» (Скандиччи)
14 декабря. 1:3 (17:25, 15:25, 25:19, 19:25).
22 декабря. 0:3 (14:25, 19:25, 21:25).
 «Шверинер-Палмберг» (Шверин) —  «Железничар» (Лайковац)  
14 декабря. 3:0 (25:15, 25:21, 25:21).
21 декабря. 2:3 (13:25, 25:23, 22:25, 28:26, 9:15).
 «Бимал-Единство» (Брчко) —  «Светельски-БРШЕ» (Бекешчаба)
14 декабря. 1:3 (8:25, 14:25, 25:23, 16:25).
21 декабря. 0:3 (15:25, 14:25, 16:25)
 «Пёлкки-Куусамон» (Куусамо) —  «Нова-КБМ-Браник» (Марибор)
14 декабря. 0:3 (22:25, 22:25, 19:25).
21 декабря. 0:3 (21:25, 13:25, 24:26).
 «Унет-Ямамай» (Бусто-Арсицио) —  «Дрезднер» (Дрезден) 
14 декабря. 3:1 (25:18, 25:20, 16:25, 25:23).
21 декабря. 3:2 (25:20, 25:22, 21:25, 20:25, 15:13).
 «Оломоуц» —  «Тервиль-Флоранж Олимпик» (Тервиль)
14 декабря. 0:3 (23:25, 16:25, 18:25).
21 декабря. 0:3 (26:28, 24:26, 26:28).
 «Витеос-НУК» (Невшатель) —  «Тюрк Хава Йоллары» (Стамбул)
15 декабря. 0:3 (15:25, 18:25, 21:25).
20 декабря. 0:3 (20:25, 20:25, 14:25).

## 1/8 финала
10-12/ 17-19.01.2023
 «Олимпиакос» (Пирей) —  «Кралово Поле» (Брно)
11 января. 3:0 (25:15, 25:18, 25:19).
18 января. 3:2 (23:25, 25:23, 26:24, 22:25, 15:7).
 «Сент-Бенедек» (Балатонфюред) —  «Дукла» (Либерец)
12 января. 1:3 (23:25, 25:20, 15:25, 21:25).
19 января. 0:3 (17:25, 17:25, 23:25).
 «Кьеле» (Сокуэльямос) —  «Гент»
11 января. 3:2 (20:25, 23:25, 25:15, 25:19, 15:13).
18 января. 1:3 (25:20, 20:25, 23:25, 22:25).
 «Гран-Канария» (Лас-Пальмас) —  «Будовляни» (Лодзь)
11 января. 3:1 (20:25, 25:10, 25:21, 25:22).
18 января. 1:3 (12:25, 21:25, 25:20, 16:25). «Золотой» сет — 9:15.
 «Младост» (Загреб) —  «Савино Дель Бене» (Скандиччи)
10 января. 0:3 (19:25, 22:25, 19:25).
17 января. 1:3 (15:25, 14:25, 25:20, 15:25).
 «Шверинер-Палмберг» (Шверин) —  «Светельски-БРШЕ» (Бекешчаба)
11 января. 3:0 (25:20, 27:25, 25:22).
18 января. 3:2 (25:14, 25:21, 23:25, 29:31, 15:12).
 «Нова-КБМ-Браник» (Марибор) —  «Унет-Ямамай» (Бусто-Арсицио)
10 января. 0:3 (21:25, 17:25, 19:25).
18 января. 0:3 (11:25, 14:25, 17:25).
 «Тервиль-Флоранж Олимпик» (Тервиль) —  «Тюрк Хава Йоллары» (Стамбул)
11 января. 1:3 (15:25, 25:23, 14:25, 24:26).
17 января. 0:3 (14:25, 20:25, 22:25).

## Раунд плей-офф
31.01-1.02/ 7-15.02.2023
 «Олимпиакос» (Пирей) —  «Дукла» (Либерец)
1 февраля. 3:0 (25:19, 25:13, 25:15).
8 февраля. 3:1 (25:22, 25:23, 20:25, 25:18).
 «Гент» —  «Будовляни» (Лодзь)
31 января. 0:3 (20:25, 18:25, 18:25).
7 февраля. 0:3 (20:25, 17:25, 21:25).
 «Савино Дель Бене» (Скандиччи) —  «Шверинер-Палмберг» (Шверин)
1 февраля. 3:2 (25:21, 25:21, 24:26, 16:25, 15:11).
8 февраля. 3:0 (25:19, 29:27, 25:19).
 «Унет-Ямамай» (Бусто-Арсицио) —  «Тюрк Хава Йоллары» (Стамбул)
1 февраля. 0:3 (20:25, 14:25, 21:25).
15 февраля. 0:3 (18:25, 22:25, 22:25). Оба матча прошли в Италии.
В четвертьфинале против победителей пар раунда плей-офф играют 4 команды, занявшие в группах предварительного этапа Лиги чемпионов третьи места и выбывшие из розыгрыша —  «Тырговиште»,  «Альба-Блаж»,  «Потсдам»,  «Мюлуз Эльзас» .

## Четвертьфинал
21-22.02/ 1-2.03.2023
 «Тырговиште» —  «Олимпиакос» (Пирей)
22 февраля. 3:2 (25:19, 23:25, 18:25, 25:17, 15:9).
2 марта. 3:1 (26:24, 25:13, 19:25, 25:16).
 «Альба-Блаж» (Блаж) —  «Будовляни» (Лодзь)
22 февраля. 3:1 (25:23, 25:13, 25:27, 25:19).
1 марта. 3:2 (21:25, 25:23, 25:22, 21:25, 15:10).
 «Потсдам» —  «Савино Дель Бене» (Скандиччи)
21 февраля. 0:3 (27:29, 24:26, 19:25).
1 марта. 1:3 (17:25, 14:25, 25:22, 17:25).
 «Мюлуз Эльзас» (Мюлуз) —  «Тюрк Хава Йоллары» (Стамбул)
21 февраля. 0:3 (18:25, 15:25, 16:25).
1 марта. 0:3 (19:25, 22:25, 22:25).

## Полуфинал
14-15/ 22-23.03.2022
 «Тырговиште» —  «Альба-Блаж» (Блаж)
15 марта. 0:3 (15:25, 18:25, 22:25).
23 марта. 1:3 (21:25, 23:25, 25:19, 20:25).
 «Савино Дель Бене» (Скандиччи) —  «Тюрк Хава Йоллары» (Стамбул)
14 марта. 3:0 (27:25, 25:12, 25:18).
22 марта. 2:3 (21:25, 25:18, 24:26, 25:23, 10:15).

## Финал

### 1-й матч
| 5 апреля 2023 | \| «Альба-Блаж» (Блаж) \| 1:3 cev.eu \| «Савино Дель Бене» (Скандиччи) \| \| Кэтлин-Николь Хорд (11) Сладжана Миркович (1) Гергана Димитрова (18) Йована Коцич (8) Виктория Руссу (14) Бояна Миленкович (5) Андра-Элена Кожокару (либеро) Андрея Испас (либеро) Андреа Коссаньова (4) Раиса-Лаура Йоан Даяна Бошкович (1) Ярина-Луана Аксинте \| Голы \| Элена Пьетрини (11) Ивон Белиен (7) Екатерина Антропова (19) Чжу Тин (30) Хейли Вашингтон (9) Яо Ди (1) Энрика Мерло (либеро) Индре Сорокайте Камилла Мингарди (2) \| | Тыргу-Муреш «Sala Sporturilor» 2000 зрителей |
| Счёт по партиям — 12:25, 19:25, 25:21, 18:25. Время матча — 1 час 38 минут. Судьи: Теодора Кириопулу, Никлас Хекфорд. | | |
| «Альба-Блаж» (Блаж) | 1:3 cev.eu | «Савино Дель Бене» (Скандиччи) |
| Кэтлин-Николь Хорд (11) Сладжана Миркович (1) Гергана Димитрова (18) Йована Коцич (8) Виктория Руссу (14) Бояна Миленкович (5) Андра-Элена Кожокару (либеро) Андрея Испас (либеро) Андреа Коссаньова (4) Раиса-Лаура Йоан Даяна Бошкович (1) Ярина-Луана Аксинте | Голы | Элена Пьетрини (11) Ивон Белиен (7) Екатерина Антропова (19) Чжу Тин (30) Хейли Вашингтон (9) Яо Ди (1) Энрика Мерло (либеро) Индре Сорокайте Камилла Мингарди (2) |

### 2-й матч
| 12 апреля 2023 | \| «Савино Дель Бене» (Скандиччи) \| 3:0 cev.eu \| «Альба-Блаж» (Блаж) \| \| Элена Пьетрини (11) Ивон Белиен (4) Екатерина Антропова (20) Чжу Тин (13) Хейли Вашингтон (10) Яо Ди (1) Бренда Кастильо (либеро) Вероника Анджелони (либеро) Камилла Мингарди Изабелла Ди Юлио Индре Сорокайте (1) Сара Альберти (2) Энрика Мерло Яна Щербань \| Голы \| Бояна Миленкович (2) Йована Коцич (8) Даяна Бошкович (8) Гергана Димитрова (9) Раиса-Лаура Йоан (2) Сладжана Миркович (2) Андра-Элена Кожокару (либеро) Андрея Испас (либеро) Джорджана Фалеш Ярина-Луана Аксинте Андреа Коссаньова (2) Йована Чиркович \| | Флоренция «Palazzo Wanny» 3250 зрителей |
| Счёт по партиям — 25:18, 25:12, 25:11. Время матча — 1 час 47 минут. Судьи: Саня Миклошич, Шимон Пиндраль. | | |
| «Савино Дель Бене» (Скандиччи) | 3:0 cev.eu | «Альба-Блаж» (Блаж) |
| Элена Пьетрини (11) Ивон Белиен (4) Екатерина Антропова (20) Чжу Тин (13) Хейли Вашингтон (10) Яо Ди (1) Бренда Кастильо (либеро) Вероника Анджелони (либеро) Камилла Мингарди Изабелла Ди Юлио Индре Сорокайте (1) Сара Альберти (2) Энрика Мерло Яна Щербань | Голы | Бояна Миленкович (2) Йована Коцич (8) Даяна Бошкович (8) Гергана Димитрова (9) Раиса-Лаура Йоан (2) Сладжана Миркович (2) Андра-Элена Кожокару (либеро) Андрея Испас (либеро) Джорджана Фалеш Ярина-Луана Аксинте Андреа Коссаньова (2) Йована Чиркович |

### MVP
Лучшим игроком финальной серии признана диагональная нападающая «Савино Дель Бене» Екатерина Антропова.

## Призёры
«Савино Дель Бене» (Скандиччи): Индре Сорокайте, Сара Альберти, Ивон Белиен, Чжу Тин, Элена Пьетрини, Энрика Мерло, Камилла Мингарди, Яо Ди, Яна Щербань, Вероника Анджелони, Лудовика Гуиди, Хейли Вашингтон, Екатерина Антропова, Бренда Кастильо, Изабелла Ди Юлио. Главный тренер — Массимо Барболини.
  «Альба-Блаж» (Блаж): Гергана Димитрова, Андра-Элена Кожокару, Джорджана Фалеш, Раиса-Лаура Йоан, Бояна Миленкович, Виктория Руссу, Ярина-Луана Аксинте, Андреа Коссаньова, Кэтлин-Николь Хорд, Андрея Испас, Йована Чиркович, Даяна Бошкович, Сладжана Миркович. Главный тренер — Стеван Любичич.